# Front uni kurde
Le Front Uni Kurde (en kurde به ره ى يه ک گه رتووى كورد ; en persan جبهه متحد كرد ) est un mouvement politique et social en Iran, fondé en janvier 2006 en vue de l'union de tous les Kurdes iraniens pour acquérir leurs droits au sein de la Constitution de l'Iran et s'opposer à l'injustice sociale qui les affecte en Iran.
Le Front a célébré son premier anniversaire à Téhéran, le 4 janvier 2007, avec plus de 300 invités.